# サッカーロマ代表
サッカーロマ代表(サッカーロマだいひょう、英語: Selection of soccer of the Roma people、スペイン語: Selección de fútbol del pueblo Gitano)は、ロマサッカー連盟により編成されるロマのサッカーのナショナルチームである。ロマは国を持たないため、代表メンバーは世界各国から招集される。FIFAおよびUEFAに加盟していないため、FIFAワールドカップおよびEUROには参加出来ない。ただし、ConIFAに加盟しており、ConIFA ヨーロッパ フットボール カップに出場している。
2006年3月25日にNF-Boardの正会員となった。しかし、2006年11月にオクシタニアで開催された第1回VIVAワールドカップには参加の意思を表明していたが、ビザの問題のために参加できなかった。そもそもロマは様々な文化を持つ民族の集合体であり、2004年より国境を持たなく、チーム編成にはフランス在住のロマ（監督もフランス人のPhilippe Lacailleが就任）が主幹を務めている。 
2007年6月9日、初の国際試合がフランス・モントルイユで開かれ、南カメルーンに3-1で勝利を収めた。